# ASH: Archaic Sealed Heat
ASH: Archaic Sealed Heat é um RPG-Táctico desenvolvido por Mistwalker e Racjin, sendo lançado pela Nintendo para o Nintendo DS. Foi lançado em 4 de outubro de 2007 no Japão. Foi o primeiro jogo do DS lançado em um cartucho de 2GB.

## Gameplay
Gameplay é mostrado na tela inferior, enquanto a superior contém um full motion video descrevendo a batalha.
ASH apresenta vídeos e cenários pré-renderizados.

## Personagens

### Personagens Jogáveis
Aisya (アイシャ, Aisha)
A princesa coroada de Milinear, e a principal personagem. Após o assassinato de seus pais 12 anos antes, ela foi criada por Bullnequ. Foi coroada como Rainha de Milinear quando fez 17 anos, mas a cerimônia foi interrompida quando a capital foi atacada e incendiada pela Flame Snake, no início do jogo. She is trusting and naïve, but can be decisive. Ele tem a habilidade de pegar o ódio, tristeza, e pesar em seu coração e levá-los com ela. Ela é o única heroina do jogo a sobreviver até o fim sem ser transformado em cinzas.
Bullnequ (ブルネク, Buruneku)
O líder da força militar de Milinear, protetor de Aisya e sua figura-paterna. Quando a Flame Snake atacou a cidade, ele, em conjunto do resto da população de Milinear, foi consumido em cinzas. Entretanto, ele retornou à vida, embora com um corpo feito de cinzas, devido a sua dedicação à protecção de Aisya. Além de sua proeza militar e bravura, ele é surpreendentemente bem informado sobre outros temas, como arqueologia. Luta com uma espada, especializado em combate corpo a corpo. Ele também pode curar a si mesmo e seus aliados.
Dan (ダン, Dan)
Capitão do 4º Sealing Squad do exército de Sumnelthia, foi ordenado perseguir a Flame Snake que atacou e incendiou Milinear e a selar, bem como tomar os Povos da Floresta de Hidden Moor, e trazer a Serpente selada e a criança de volta à capital. Teve sucesso em selar a serpente e proteger a criança, porém ele foi atacado pelos soldados da Iron Legion, e a Flame Snake escapou de sua Sealing Box. Foi salvou da Iron Legion por Aisya e Bullnequ, e decidiu se unir a eles. É temperamental, mas leal com seus amigos e seu país. Ele luta com uma claymore, e é especialista em ataques que reduzem as estatísticas de seu alvo e aumentam a própria.
Emu (エミュ, Emyu)
Uma criança de Hidden Moor, ele é uma das poucas Forest People que possuem magia muito poderosa. He is Ele é quieto e tímido no início, mas age como uma criança normal dentro do grupo que se sente confortável. Ele é muito amigo de Cootrolan. Em combate, não tem ataques físicos, mas usa uma poderosa magia do elemento terra.
Cootrolan (クットロラン, Kuttororan)
O "último modelo" da Iron Legion, ele foi um oficial da Iron Legion do futuro até que foi infectado com a Logic Bomb, que alterou sua razão e personalidade, percebendo que a Iron Legion deveria ser detida, ou o mundo seria destruído. Ele diz ser incapaz de atacar humanos, mas demonstra não hesitar em matar soldados Sumnelthian. Em combate, ele luta com uma Lança, como todos da Iron Legion.
Maritie (マリティ, Mariti)
A princesa de Aceshin, que foi capturada por soldados de Sumnelthian logo após o início da guerra, e mantida nos calabouços do Castelo de Sumnelthia. Está implícito que ela era estuprada pelo Imperador Sumnelthiano. Ela é um pouco fria no início, e fala ofensivamente do Imperador de Sumnelthia, acusando-o de criar a Iron Legion e a Flame Snake, o que quase levou Dan a matá-la e, em seguida, deixou o grupo, mas quando se tornou claro para ele que essas acusações são verdadeiras, ele a perdoa e se reune. No posfácio, é revelado que os dois estão apaixonados. Por razões pouco claras, ela não gosta de Jeekawen, e se opôs com veemência quando ele decidiu se juntar ao grupo. Ela luta com uma katana e uma lança.
Jeekawen (ジーカウェン, Jiikawen)
Um homem silencioso e misterioso, aparentemente sem lealdade, que inicialmente serve ao Imperador de Sumnelthia, porém deixa-o quando decide que já não se encaixa com seus interesses. Seus interesses guias parecem ser um ódio com a Iron Legion, mas mais tarde é revelado que ele é um dos Povos da Floresta, e foi criado por Gaga. Ele ainda se preocupa com sua mestre, como a sensação que ele ainda a deve, como ele a acusou de abandonar tudo e fugir, quando ela deixou Hidden Moor para viver com as Legendary Creatures. Quando descobre que o espírito de Gaga está dentro de Emu, ele decide parar de prejudicar o jogador, mesmo que isso signifique ir contra suas ordens. Ele luta com oito facas, cinco dos quais se combinam para criar uma espada. Ele também tem um certo controle sobre o ar, e usa-o para controlar suas facas ao arremessá-las, permitindo que as oriente ao seu destino.
Aceshin XV (エースシン15, Eesushin 15)
Mãe de Maritie. Ela se preocupa profundamente tanto com sua filha e seu país. Em combate, ela exerce toda a magia, tanto Negra quanto Branca.

## Recepção
ASH recebeu a review score of 33/40 da Famitsu. O jogo vendeu 67000 cópias no Japão em 22 de Outubro de 2007.